# Claude Gillot
Claude Gillot (Langres, 27. travnja 1673. – Pariz, 4. svibnja 1722.), francuski slikar i bakrorezac.
U doba dominacije pompozne barokne manire Gillot se u tematici i izrazu suprotstavlja službenoj umjetnosti dvora Luja XIV. Na način flamanskih i nizozemskih realista radi duhovite male slike svježeg kolorita - komične prizore iz društvenog života, s ulice, iz kazališta i dr. Uz to, crtao je osnove za pokućstvo, tepihe i proizvode umjetničkog obrta, slikao kazališne dekoracije i ilustrirao knjige. U bakrorezu je izradio niz listova na mitološke teme.